# Benzylmercaptan
Le benzylmercaptan est un composé organosulfuré de formule chimique C6H5CH2SH. Il se présente sous la forme d'un liquide incolore à l'odeur nauséabonde pratiquement insoluble dans l'eau. C'est un thiol couramment utilisé au laboratoire et qui existe à l'état de traces dans le milieu naturel : il a été identifié dans certains buis (Buxus sempervirens) et contribue à l'arôme fumée de certains vins. Il peut être produit en faisant réagir du chlorure de benzyle C6H5CH2Cl avec du thiocarbamide S=C(NH2)2 ; il se forme un sel d'isothio-uronium C6H5CH2SC(NH2)2+Cl− qui donne le thiol par hydrolyse alcaline :
C6H5CH2Cl + S=C(NH2)2 ⟶ C6H5CH2SC(NH2)2+Cl− ;
C6H5CH2SC(NH2)2+Cl− + NaOH ⟶ C6H5CH2SH + O=C(NH2)2 + NaCl.
Il est utilisé dans des S-alkylations pour obtenir des benzylthioesters, ainsi que comme source de groupe fonctionnel thiol en synthèse organique. La débenzylation peut être réalisée par réduction de Birch :
RSCH2C6H5 + 2 H+ + 2 e− ⟶ RSH + CH3C6H5.
Les tanins condensés subissent un clivage acide en présence de benzylmercaptan.
Il existe des dérivés méthoxy qui sont facilement clivés, sont recyclables et sont inodores.